# Paser
Paser (fl. XIII secolo a.C.) è stato un politico egizio vissuto durante i regni di Seti I e Ramses II della XIX dinastia egizia.
Prestò servizio come visir e successivamente divenne Primo profeta di Amon.

## Biografia
Paser fu figlio di Nebneteru Tenry, Primo profeta di Amon,i suoi nonni materni sono nominati sulla sua tomba come Aniy e Naia, che apparentemente provenivano da Menfi. Nella tomba di Paser è menzionato un fratello Tatia, amministratore del tempio di Maat. Tra il 21º e il 30º anno fu nominato nell'ufficio del padre ed entrò in carica sotto Seti I, poi divenne visir nell'anno 21 di Ramses II.
Ricoprì ruoli importanti e ricevette molte onorificenze nel corso della sua vita. Il testo autobiografico conservato nella sua tomba descrive che Menmaatre, ovvero Seti I, elevò Paser al rango di primo compagno del palazzo, e in seguito lo promosse a capo ciambellano del Signore di Entrambe le Terre e sommo sacerdote del Grande della Magia (Uerethekau). Seti I nominò Paser governatore della città e visir.

## Vita
Paser ricevette il tributo delle terre straniere per il suo re e fu inviato in tutto l'Egitto per monitorare le entrate erariali. Quando Ramesse II salì al trono, Paser venne riconfermato capo ciambellano del Signore di Entrambe le Terre, sommo sacerdote del Grande della Magia (Uerethekau) e visir. Tra i suoi traguardi principali vi fu la costruzione della tomba di Seti I nella Valle dei Re.
Paser deteneva anche una serie di altri titoli secondo le iscrizioni su statue e monumenti. Era un dignitario e giudice, bocca di Nekhen, profeta di Maat, portatore del sigillo del re dell'Alto e del Basso Egitto, sovrintendente ad ogni opera del re e capo dei segreti dei geroglifici.

## Monumenti e altre attestazioni
Sulla tomba (TT106) viene riportata la seguente iscrizione geroglifica:

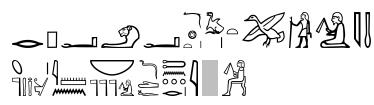
r-pat hAty-a n niwt PAsr mAa-xrw sA tpy n Hm nTr Imn NbnTrw Dd-f Tnry -
Iscrizione su mattone stampato

I monumenti dedicati a Paser provengono da tutto l'Egitto e alcuni oggetti sono di provenienza sconosciuta, mentre per altri oggetti è conosciuta la provenienza e alcuni di questi sono descritti di seguito:

### Pi-Ramses
- L'architrave di una porta mostra Paser in adorazione del re Ramesse II. A Paser vengono conferiti i titoli di nobile e conte ereditario, padre di Dio, governatore della città e visir.
- Una statua che mostra Paser con in mano una stele, ora al Louvre (E 25980). Le figure di Werethekau, Sekhmet, Ptah e Neith sono divinità incluse nella statua. Questa statua risale al periodo in cui Paser era visir.
- Un amuleto a forma di stele è stato trovato a Tani, ma originariamente proveniva da Pi-Ramses. Il visir viene mostrato mentre adora il re Ramses.

### Menfi e il Medio Egitto
- Una statua con Ptah proveniente dal Tempio di Ptah a Menfi è ora al Museo egizio del Cairo (CGC 630). Oltre al titolo di visir, si dice che Paser fosse stato anche il sovrano con lo scettro di bat nella dimora di Sekhmet, sovrintendente di tutti i tesori del re, occhi del re in tutto il Paese, che porta contentezza nelle Due Terre per il suo padrone, Orecchie del Re nel suo Palazzo.

### Medamud e Tebe orientale
Tre statue di Paser provengono da questa zona.
- Statua seduta proveniente da Medamud, ora al British Museum (BM 954).
- Una statua in blocco di granito nero proveniente dalla corte di Karnak, ora al Museo egizio del Cairo (JdE 38062)
- Una statua in blocco da Karnak, ora al Museo egizio del Cairo (CGC 42164)

### Tebe occidentale, esclusa Deir el-Medina
In questa area sono state rinvenute quattro statue di Paser. Tre provenivano da Deir el-Bahari e si pensa che la quarta provenisse dalla zona di Tebe.
- Grande statua proveniente dal Tempio funerario di Mentuhotep II a Deir el-Bahari (UM E.534+)
- Statua minore del Tempio di Mentuhotep a Deir el-Bahari, ora al British Museum (BM 678)
- Una doppia statua di Paser e sua madre da Deir el-Bahari, ora al Museo del Cairo (CGC 561)
- Una statua di Paser probabilmente proveniente da Tebe, ora nella Gliptoteca di Copenaghen (AEIN 50)

Nella Tebe occidentale sono noti diversi graffiti che menzionano Paser. Due pezzi di graffiti su roccia raffigurano Ramses II davanti alla dea Hathor e menzionano il visir Paser. Il graffito nella tomba 93 (TT93), la tomba di Kenamun del regno di Amenofi II, menziona Paser. Il graffito nella Tomba 311, la tomba di Khety, un tesoriere dell'XI dinastia, menziona una visita di Paser che andò a  vedere... le opere... del suo (lontano) antenato, Khety...
Una stele votiva proveniente da Tebe ovest mostra Paser e sua madre Merytre adorare Wenennufer, e una stele da Tebe, ora a Copenaghen (AEIN 1553), mostra Paser e suo padre Nebneteru Tenry prima di Hathor. Nella cappella della tomba di Penbui (TT10) Paser è raffigurato accanto a Ramses II.

### Deir el-Medina
Paser è ben attestato a Deir el-Medina. Si conoscono circa dieci stele che spesso mostrano Paser con il re Ramses II davanti a diverse divinità. Due delle stele della tomba mostrano Paser con lo scriba principale di Deir el-Medina Ramose.

### Alto Egitto
Una cappella di Paser si trova nei pressi di Gebel Silsila, nell'Horemheb Speos. Gli vengono assegnati i titoli di nobile e conte, giudice e dignitario, bocca di Nekhen, profeta di Maat, governatore della città e visir.